# أماليا بيريش
أماليا بيريش (من مواليد 18 يونيو 1997) هي لاعبة تجديف رومانية، بطلة أولمبية فازت بالميدالية الذهبية في ثماني سيدات في دورة الألعاب الأولمبية الصيفية 2024. هي أيضًا بطلة العالم مرتين في بطولة العالم للتجديف في ثماني وبطلة بطل أوروبا ستة مرات، بما في ذلك ميداليات فضية وبرونزية في ثماني وكوكسليس رباعي. شاركت في ثماني سيدات في الألعاب الأولمبية الصيفية 2020. بيري هي الأخت الصغرى لزميلتها المجدفة مادالينا بيريش.